# Cas de conscience (film, 1950)
Pour les articles homonymes, voir Cas de conscience.

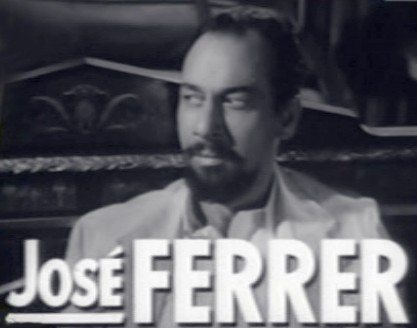
José Ferrer dans Cas de Conscience (1950)

Cas de conscience (Crisis) est un film américain réalisé par Richard Brooks, sorti en 1950. 

## Synopsis
Le docteur Ferguson et sa femme Helen, en vacances dans un pays d'Amérique latine, sont amenés de force au Palais présidentiel par des militaires. Le chef d'État, nommé Raoul Farrago, est un dictateur. Il est condamné à brève échéance par une tumeur au cerveau, à moins que Ferguson ne tente une opération de la dernière chance. Le chirurgien hésite, mais son sens du devoir le fait accepter. C'est alors que des opposants au régime enlèvent Helen et informent Ferguson qu'elle sera exécutée si le Président survit à cette opération…

## Fiche technique
- Titre : Cas de conscience
- Titre original : Crisis
- Réalisateur et scénariste : Richard Brooks, d'après le roman The Doubters de George Tabori
- Musique : Miklós Rózsa
- Photographie : Ray June
- Direction artistique : Cedric Gibbons et Preston Ames
- Décors : Edwin B. Willis et Hugh Hunt
- Montage : Robert J. Kern
- Producteur : Arthur Freed, pour la Metro-Goldwyn-Mayer
- Genre : Drame
- Format : Noir et blanc
- Durée : 93 minutes
- Dates de sorties : 
  - États-Unis : 3 juillet 1950
  - France : 7 mars 1951

## Distribution
- Cary Grant : Le docteur Eugene Ferguson
- José Ferrer : Raoul Farrago
- Paula Raymond : Helen Ferguson
- Signe Hasso : Isabel Farrago
- Ramón Novarro : Le colonel Adragon
- Leon Ames : Sam Proctor
- Gilbert Roland : Roland Gonzales

Acteurs non crédités
- Teresa Celli : Rosa Aldana
- Pedro de Cordoba : Le père Del Puento
- Pepe Hern : Un étudiant
- Rodolfo Hoyos Jr. : Un chauffeur
- Soledad Jiménez : La mère de Farrago
- Merrill McCormick : Le vieil homme à la cicatrice
- Alex Montoya : L'indien corpulent
- Antonio Moreno : Le docteur Emilio Nierra
- Mario Siletti : Le général Valdini

## Commentaire
Dans ce film tourné en 1950, le premier de Richard Brooks comme réalisateur (précédemment, uniquement scénariste), le couple Farrago fait immanquablement penser à Juan Perón - alors au pouvoir en Argentine - et à son épouse Eva.